# Переступень
Переступень або Бріонія (Bryonia) — рід однорічних витких трав'янистих рослин із родини гарбузових. 

## Назва
Українською має назви вовчі ягоди, перелитень, переступ (Лемківщина).

## Будова
Квітки жовтувато-зелені або жовтувато-білі, зібрані в пазушні суцвіття. Плід — дрібна, до 1 см в діаметрі, куляста ягода, що має чорне, червоне або зелене забарвлення, з тонкою оболонкою, отруйна.

## Поширення та середовище існування
Поширений переважно на півдні Європи, Кавказі, в Середній і Передній Азії. До ґрунту рослина невимоглива, віддає перевагу сонячному місцю розташування. Розмножують діленням куща і посівом насіння відразу після їх збирання. При достатньому зволоженні розростається дуже швидко.

## Практичне використання
Використовують для декорування веранд, балконів, стін та спеціальних конструкцій; а також у медицині.
Коренева маса Бріонії містить складні сполуки: дубильні речовини, глікозиди, сапоніни, смоли, ефірні олії тощо, в тому числі отруйні та протипухлинні. Тому з давніх часів застосування Бріоні було різноманітним і багатим. Радянська фармакологія рекомендувала витяжки з коренів для лікування ревматизму, подагри, невралгії. Гомеопатія пропонує методи лікування трахеїту, бронхіту, плевриту, пневмонії і навіть серцевих патологій з допомогою свіжого соку коренів. У фітотерапії та народній медицині корені широко застосовуються для лікування найпоширеніших хвороб рухового апарату — ревматизму, остеохондрозу, пухлин суглобів, а також при ішіасі.

## Види
Існує 12 видів Бріонії.
- Bryonia acuta Desf.
- Bryonia alba L. — Бріонія біла
- Bryonia aspera Steven ex Ledeb.
- Bryonia cretica L.
- Bryonia dioica Jacq. — Переступень дводомний[2], Бріонія червона.
- Bryonia lappifolia Vassilcz.
- Bryonia marmorata E.M.A.Petit
- Bryonia melanocarpa Nabiev
- Bryonia monoica Aitch. & Hemsl.
- Bryonia multiflora Boiss. & Heldr.
- Bryonia syriaca Boiss.
- Bryonia verrucosa Aiton